# KNAW Onderwijsprijs
De KNAW Onderwijsprijs gaat jaarlijks naar de twaalf beste profielwerkstukken (vwo) van Nederland. De winnende leerlingen ontvangen een studiebeurs ter waarde van 1500 Euro (Later 2000, 1500 en 1000 Euro voor respectievelijk de eerste, tweede en derde prijs binnen elk profiel) voor hun eerste studiejaar aan een Nederlandse universiteit of hogeschool en een KNAW-oorkonde. De begeleidende docenten krijgen gezamenlijk een culturele reis aangeboden. De scholen ontvangen een plaquette van de KNAW.
De Koninklijke Nederlandse Akademie van Wetenschappen wil met de KNAW Onderwijsprijs de kwaliteit van het Nederlandse onderwijs stimuleren en benadrukken.
De KNAW Onderwijsprijs bestaat sinds 2008 en is ingesteld om wetenschappelijke topprestaties in het Nederlandse voortgezet onderwijs in de schijnwerpers te zetten. De prijs werd ingesteld ter viering van 200 jaar KNAW.

## Winnaars
| Winnaars 2021                                  | Winnaars 2021                        | Winnaars 2021                                                                                           |
| Namen                                          | School                               | Titel verslag                                                                                           |
| Natuur en Techniek                             | Natuur en Techniek                   | Natuur en Techniek                                                                                      |
| ---------------------------------------------- | ------------------------------------ | --- |
| Stach Redeker, Noah Verkaik & Sander Vermeulen | Erasmus College, Zoetermeer          | Mens versus machine                                                                                     |
| Ariska van de Bunt & Ellen van Kruistum        | Johannes Fontanus College, Barneveld | De oorzaken en het voorkomen van antibioticaresistentie                                                 |
| David Chen & Stevan Pavlović                   | Van Maerlantlyceum, Eindhoven        | De kniepeesreflex                                                                                       |
| Cultuur en Maatschappij                        |                                      | |
| Jiska de Nie                                   | College Hageveld, Heemstede          | Taalontwikkeling groep 3 tijdens afstandsonderwijs                                                      |
| Martje den Ouden                               | Driestar College, Gouda              | Van excuusdebat tot excuuscultuur                                                                       |
| Tarik Dellouche & Sander Iuga                  | Zuider Gymnasium, Rotterdam          | Duitsland Eingekreist: Vorming van het Buitenlandbeleid van het Duitse Keizerrijk 1871-1914             |
| Natuur en Gezondheid                           |                                      | |
| Joëlle Steltenpool                             | Mencia de Mendoza, Breda             | Multitasken in beeld en geluid; verschillen in multitaskprestaties tussen muzikanten en niet-muzikanten |
| Arwa Issa                                      | Ir. Lely Lyceum, Amsterdam           | Cardiac Automated Drug Administration System                                                            |
| Sarah & Stéphanie Issa                         | Fons Vitae Lyceum, Amsterdam         | De allesverwoestende explosies: Beiroet en COVID-19 besmettinge                                         |
| Economie en Maatschappij                       |                                      | |
| Gwendolyn Berkelder & Sophie Handgraaf         | Comenius College, Hilversum          | Jongeren van nu, voor het milieu van de toekomst                                                        |
| Noa Esselbrugge & Geanne Timmerman             | CSG Dingstede, Meppel                | Kindinfluencers: kinderarbeid of hobby?                                                                 |
| Jaëlle Mourik & Sifra Kooy                     | GSR, Rotterdam                       | Mag het af en toe een beetje minder                                                                     |